# Пьетраперция
Пьетраперция (итал. Pietraperzia) — коммуна в Италии, располагается в регионе Сицилия, подчиняется административному центру Энна.
Население составляет 7326 человек (на 2004 г.), плотность населения составляет 62 чел./км². Занимает площадь 117 км². Почтовый индекс — 94016. Телефонный код — 0934.
Покровителями коммуны почитаются Пресвятая Богородица, празднование 15 и 16 августа, и святой Рох.